# Electra multispinata
Electra multispinata är en mossdjursart som först beskrevs av Walter Douglas Hincks 1882.  Electra multispinata ingår i släktet Electra och familjen Electridae. Inga underarter finns listade i Catalogue of Life.